# ندای وظیفه: بلک آپس ۶
ندای وظیفه: بلک آپس ۶ (انگلیسی: Call of Duty Black Ops 6) یک بازی ویدئویی در سبک تیراندازی اول شخص است که توسط تری‌آرک و ریون سافتور توسعه یافته و در ۲۵ اکتبر ۲۰۲۴ به‌دست اکتیویژن منتشر شد. این، بیست و یکمین بازی از سری ندای وظیفه و هفتمین بازی از زیر مجموع بلک آپس است و دنباله‌ای بر ندای وظیفه: جنگ سرد بلک اپس (۲۰۲۰) محسوب می‌شود.
بلک آپس ۶ دارای طولانی‌ترین چرخه توسعه در تاریخچهٔ ندای وظیفه است که چهار سال را در بر می‌گیرد. بازاریابی برای این بازی در مهٔ ۲۰۲۴ با انتشار آگهی‌های تخیلی در صفحات اول چندین روزنامه و انتشار چندین تریلر لایو-اکشن آغاز شد. مراسم رونمایی کامل این بازی در رویداد ایکس‌باکس گیمز شوکیس ۲۰۲۴ در ۹ ژوئن برگزار شد. بلک آپس ۶ در ۲۵ اکتبر ۲۰۲۴ برای پلی‌استیشن ۴، پلی‌استیشن ۵، مایکروسافت ویندوز، ایکس‌باکس وان و ایکس‌باکس سری اکس و سری اس منتشر شد. این بازی در روز انتشار در اختیار مشترکین طرح‌های انتخابی ایکس‌باکس گیم‌پس قرار گرفت.
بلک آپس ۶ پس از انتشار نقدهای مثبتی از منتقدان دریافت کرد و در آخر هفته عرضه بیش از هر بازی دیگری از این مجموعه فروش داشت. منتقدان به طراحی مأموریت بخش تک‌نفره، سیستم حرکت چند جهته و حالت زامبی مبتنی بر نوبتی نظر مثبتی دادند.

## داستان
بلک آپس ۶ در اوایل دههٔ ۱۹۹۰ و طی جنگ خلیج فارس جریان دارد.
مأمور سابق ادارهٔ اطلاعات مرکزی راسل اَدلِر، در داستان بازی به وسیله یک نیروی مرموز و نفوذی که بر سازمان برآمده است به‌عنوان یک خیانتکار شناسایی شده و از این‌رو، باید با گروهی از همکاران – از جمله فرانک وودز و شخصیت‌های جدیدی چون جین هَرو در کنار تروی مارشال – علیه نیروهای نفوذی برآیند. از سوی دیگر، بازی در اواخر دوران اتحاد جماهیر شوروی و در سال‌های آخر جنگ سرد جریان دارد که دنباله‌ای بر بازی ۲۰۲۰ مجموعه، ندای وظیفه: جنگ سرد بلک اپس می‌باشد. مراحلی نیز در عراق، آلمان و کل اروپا طراحی شده است که ساختاری بازتر نسبت به بازی‌های قبلی دارد. اشخاصی تاریخی چون بیل کلینتون، صدام حسین، جرج اچ. دابلیو. بوش و کالین پاول در بازی حضور دارند. تخته‌های مدارک نیز بازگشته‌اند.

## روند بازی
به‌مانند عنوان‌های پیشین سری ندای وظیفه، بلک آپس ۶ نیز یک بازی تیراندازی اول‌شخص است. گزارش شده است که بخش داستانی بازی شامل یک ساختار جهان باز می‌شود که تمامی محل‌های آن از لحاظ ریشه‌ای ساخته شده‌اند، به‌جای ساخته‌های بهره‌برداری‌شدهٔ ندای‌وظیفه: جنگاوری نوین ۳. همچنین به‌شباهت ندای‌وظیفه: جنگ سرد بلک اپس (بازی ویدئویی ۲۰۲۰)، بخش داستانی بلک آپس ۶ نیز توسط ریون سافتور توسعه یافته است.انتظار می‌رود بخش همکارانهٔ زامبی نیز بازگردد که طی آن، نقشه‌های دوبخشی (در زمان انتشار) و بازگشتن حالت «گابلگام» درکنار برخی از ویژگی‌های روند بازیِ جنگ سرد نیز مورد انتظار است.

## توسعه
در ۱۲ نوامبر ۲۰۲۳، ویندوز سنترال گزارش داد که یک دنباله برای ندای وظیفه: جنگ سرد بلک اپس با نام رمز سربروس در دست توسعه است که از نگاه داستانی در جنگ خلیج فارس جریان دارد و بر روی سیا متمرکز است. در ۳۰ آوریل ۲۰۲۴، مایکروسافت تصویری منتشر کرد که به‌دلیل مخدوش‌بودن، مشخص نبود؛ با این حال، طرفداران حدس زدند که این تصویر، متعلق به بازی بعدی سری ندای وظیفه می‌باشد. این تصویر، اعلام می‌کرد که یک رویداد برای معرفی بازی‌های ایکس‌باکس برای ۹ ژوئن برنامه‌ریزی شده است. طی این تصویر، می‌توان کاخ سفید را در پس‌زمینه‌ای نارنجی‌رنگ بر گرگ‌های سه‌سر سربروس مشاهده کرد. در ۲۳ مه، پس از افشا شدن نشان‌واره و یک تصویر هنری از بازی اکتیویژن با فعال‌کردن وبگاه رسمی بازی به انتظارات پایان داد.

## بازاریابی
در ۲۲ مهٔ ۲۰۲۴، وب‌گاهی با عنوان «حقیقت دروغ می‌گوید» راه‌اندازی گشت که یک تلویزیون سی‌آرتی قدیمی را شامل می‌شد که شش شبکه دارد. در شبکهٔ اول می‌توان فهرستی از شش شبکه و عنوانی از محتوای آن‌ها را مشاهده کرد. در شبکهٔ دوم، گروهی از افراد تمیزکار را خواهید دید که پس از پاک‌کردن یک شیشه، متوجهٔ کلمهٔ «حقیقت، دروغ می‌گوید» می‌شوند. در شبکهٔ سوم نیز می‌توان گروهی از افراد ناشناس را دید که با کوله‌پشتی‌هایی که با نشان‌وارهٔ سربروس نشان‌گذاری شده‌اند، به سمت کوه راشمور حرکت کرده و پارچه‌هایی با مضمون شعارِ مزبور را بر مجسمه‌های رئیس‌جمهوران ایالات متحدهٔ آمریکا می‌اندازند. در شبکهٔ پنجم نیز تیزری کوتاه با حضور افرادی چون صدام حسین، جرج اچ. دابلیو. بوش و بیل کلینتون قابل‌مشاهده است.
یک پیش‌نمایش لایواکشن نیز در ۲۸ مه منتشر گشت که نماهایی از داستان کلی بازی را مشخص می‌کرد و افرادی چون صدام حسین، بیل کلینتون و جرج اچ. دابلیو. بوش در آن حضور داشتند. در ۲۶ مه، جعبه‌هایی حاوی یک تلویزیون سیستم ویدئوی خانگی و بروشورهای تبلیغاتی برای برخی از یوتیوبرها ارسال گشت که جزئی از برنامهٔ تبلیغاتی/بازاریابی اکتیویژن است. درحالی که رونمایی جهانی بازی نیز برای ۹ ژوئن برنامه‌ریزی شده است. بلک آپس ۶ برای انتشار برای ایکس‌باکس گیم‌پس در روز اول عرضه برنامه‌ریزی شده است.